# Пен Фей
Пен Фей (кит.: 彭飞; нар. 6 березня 1992, Сіань, провінція Шеньсі) — китайський борець греко-римського стилю, дворазовий бронзовий призер чемпіонатів Азії, бронзовий призер Азійських ігор, учасник двох Олімпійських ігор.

## Життєпис
Боротьбою почав займатися з 2007 року. У 2012 році став бронзовим призером чемпіонату світу серед юніорів.
Виступає за борцівський клуб Сіаня. Тренер — Шен Цзетянь.

## Спортивні результати на міжнародних змаганнях

### Виступи на Олімпіадах
| Змагання                    | Збірна | Вагова категорія                 | Місце |
| --------------------------- | ------ | -------------------------------- | ----- |
| Літні Олімпійські ігри 2016 | Китай  | греко-римська боротьба, до 85 кг | 17    |
| Літні Олімпійські ігри 2020 | Китай  | греко-римська боротьба, до 87 кг | 16    |

### Виступи на Чемпіонатах світу
| Змагання                        | Збірна | Вагова категорія                 | Місце |
| ------------------------------- | ------ | -------------------------------- | ----- |
| Чемпіонат світу з боротьби 2013 | КНР    | греко-римська боротьба, до 84 кг | 13    |
| Чемпіонат світу з боротьби 2015 | КНР    | греко-римська боротьба, до 85 кг | 16    |
| Чемпіонат світу з боротьби 2018 | КНР    | греко-римська боротьба, до 87 кг | 17    |

### Виступи на Чемпіонатах Азії
| Змагання                       | Збірна | Вагова категорія                 | Місце  |
| ------------------------------ | ------ | -------------------------------- | ------ |
| Чемпіонат Азії з боротьби 2013 | КНР    | греко-римська боротьба, до 84 кг | 11     |
| Чемпіонат Азії з боротьби 2015 | КНР    | греко-римська боротьба, до 85 кг | 7      |
| Чемпіонат Азії з боротьби 2017 | КНР    | греко-римська боротьба, до 85 кг | Бронза |
| Чемпіонат Азії з боротьби 2018 | КНР    | греко-римська боротьба, до 87 кг | Бронза |
| Чемпіонат Азії з боротьби 2019 | КНР    | греко-римська боротьба, до 87 кг | 7      |

### Виступи на Азійських іграх
| Змагання           | Збірна | Вагова категорія                 | Місце  |
| ------------------ | ------ | -------------------------------- | ------ |
| Азійські ігри 2014 | КНР    | греко-римська боротьба, до 85 кг | Бронза |
| Азійські ігри 2018 | КНР    | греко-римська боротьба, до 87 кг | 10     |
| Азійські ігри 2022 | КНР    | греко-римська боротьба, до 87 кг | 8      |

### Виступи на інших змаганнях
| Змагання                                                     | Збірна | Вагова категорія                 | Місце  |
| ------------------------------------------------------------ | ------ | -------------------------------- | ------ |
| Міжнародний меморіал Дейва Шульца 2014                       | КНР    | греко-римська боротьба, до 85 кг | Бронза |
| Кубок Тахті 2015                                             | КНР    | греко-римська боротьба, до 85 кг | 9      |
| Кубок Владислава Пітласинські 2015                           | КНР    | греко-римська боротьба, до 85 кг | 10     |
| Гран-прі Парижа з боротьби 2016                              | КНР    | греко-римська боротьба, до 85 кг | 4      |
| Гран-прі Угорщини з боротьби 2016                            | КНР    | греко-римська боротьба, до 85 кг | 11     |
| Олімпійський кваліфікаційний турнір з боротьби 2016 (Астана) | КНР    | греко-римська боротьба, до 85 кг | Золото |
| Кубок Владислава Пітласинські 2016                           | КНР    | греко-римська боротьба, до 85 кг | 21     |
| Cerro Pelado International 2017                              | КНР    | греко-римська боротьба, до 85 кг | Бронза |
| Гран-прі Угорщини з боротьби 2018                            | КНР    | греко-римська боротьба, до 87 кг | Бронза |
| Гран-прі Угорщини з боротьби 2019                            | КНР    | греко-римська боротьба, до 87 кг | 23     |
| Турнір Дана Колова — Николи Петрова 2019                     | КНР    | греко-римська боротьба, до 87 кг | 18     |
| Олімпійський кваліфікаційний турнір з боротьби 2020 (Алмати) | КНР    | греко-римська боротьба, до 87 кг | Срібло |
| Меморіал Імре Поляка та Яноша Варги 2023                     | КНР    | греко-римська боротьба, до 87 кг | 7      |

### Виступи на змаганнях молодших вікових груп
| Змагання                                      | Збірна | Вагова категорія                 | Місце  |
| --------------------------------------------- | ------ | -------------------------------- | ------ |
| Чемпіонат світу з боротьби серед юніорів 2012 | КНР    | греко-римська боротьба, до 84 кг | Бронза |